# 布瓦德瑟内
布瓦德瑟内（法語：Bois-de-Céné，法語發音：[bwa də səne]，发音同“Bois-de-Cené”）是法国卢瓦尔河地区大区旺代省的一个市镇，属于莱萨布勒多洛讷区。

## 地理
布瓦德瑟内（46°56'17"N, 1°53'7"W）面积41.89 平方千米，位于法国卢瓦尔河地区大区旺代省，该省份为法国西部沿海省份，北起大西洋卢瓦尔省和曼恩-卢瓦尔省，西临大西洋，南至滨海夏朗德省，东部及东南部与德塞夫勒省接壤。
与布瓦德瑟内接壤的市镇（或旧市镇、城区）包括：雷地区新城、马什库勒-圣梅姆、波镇、布安、沙托讷夫、拉加尔纳什、圣热尔韦。

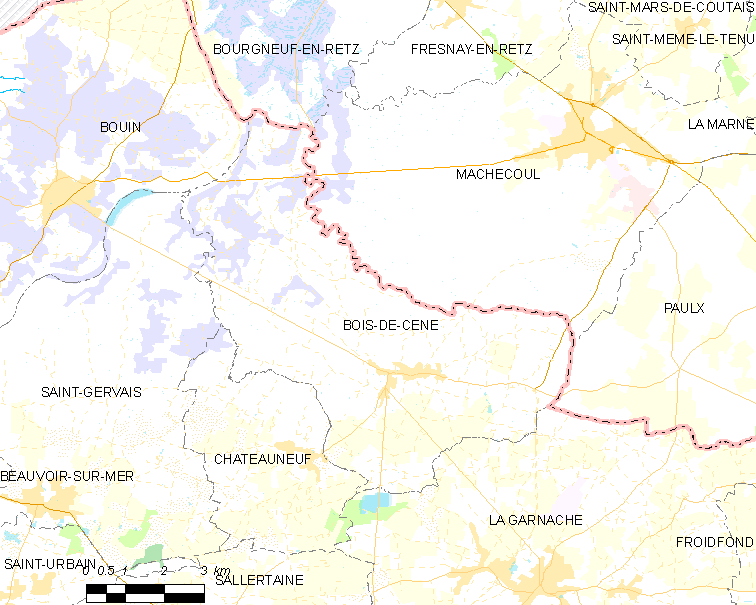
布瓦德瑟内的OSM定位图

布瓦德瑟内的时区为UTC+01:00、UTC+02:00（夏令时）。

## 行政
布瓦德瑟内的邮政编码为85710，INSEE市镇编码为85024。

## 政治
布瓦德瑟内所属的省级选区为沙朗县。

## 人口

1962-2008年间布瓦德瑟内人口变化图示

布瓦德瑟内于2022年1月1日时的人口数量为2215人。